# 奥山ピーウィー
奥山 ピーウィー（おくやま ぴーうぃー）は、日本の歌手、俳優、タレント。B2takes!!のリーダー。YouTuberとしての活動も行っている。身長175cm、血液型O型。
神奈川県出身。フィリピンと日本のハーフ。所属事務所はAtoMエンターテイメント。
大学生時、渋谷でスカウトされ芸能界入り。メンズ地下アイドルの先駆けとして「B2takes!」初代メンバーとして活動。2018年9月キングレコードより、メジャーデビューを果たす。グループ内脱退加入を繰り返し2019年8月27日新体制としてグループ名「B2takes!!」に改名。2020年8月、B2takes!!派生グループとして「食べさせてCherry Party」としても活動開始した。

## 出演

### 舞台
- 「朗読⭐︎男子」(2013年4月)※朗読劇
- 「ガラ劇」(2013年5月)
- 「男おいらん」(2013年8月)
- 「歌舞伎の王子様」(2014年2月)
- 「男おいらん　再々演」(2014年3月)
- 「LOVE&CHICK」主演　(2015年4月)
- 「ソングドリーマーズ」(2015年5月)

### 映画
- 「ソングドリーマーズ」（2016年1月）- 秋葉俊郎役[7]
- 「BD〜明智探偵事務所〜」(2018年10月) - 野呂一平役[8]

### コラボイベント
- SIX SICKS Secret Party 2019（2019年10月5日・6日）

### テレビ番組
- B2takes!TV「チカメンですけど何か?」（2017年4月 - 6月、TOKYO MX 2） - B2takes!冠番組[9]
- B2takes!!の探偵ナイトスクール（2019年10月 - 12月、tvk / テレ玉 / チバテレ）- B2takes!!冠番組[10]

### テレビドラム
- 第5回科学ドラマ大賞　青春フレミング（2014年10月19日、BSフジ） - 槌田俊一 役[11]

## ディスコグラフィー
| 発売日         | 商品名                                     | 備考      |
| -------------- | ------------------------------------------ | --------- |
| 2015年8月31日  | HANABI                                     | B2takes!  |
| 2016年6月1日   | AKUBI                                      | B2takes!  |
| 2016年10月25日 | モヤモヤLover                              | B2takes!  |
| 2017年5月30日  | 好きって言おう                             | B2takes!  |
| 2017年8月29日  | ギリギリ⭐︎ファイティングマン               | B2takes!  |
| 2018年4月11日  | Shanana ここにおいで                       | B2takes!  |
| 2018年9月4日   | ブラン・ニュー・アニバーサリー / Not Alone | B2takes!  |
| 2019年5月29日  | GROWING                                    | B2takes!  |
| 2019年11月27日 | 証-Akashi-                                 | B2takes!! |